# Дубово-сосновий ліс-5 (заповідне урочище)
Дубово-сосновий ліс-5 — заповідне урочище місцевого значення. Об'єкт розташований на території Луцької міської громади Луцького району Волинської області, на північний захід від с. Дачне.
Площа — 23,5 га, статус отриманий у 1995 році відповідно до розпорядження Волинської обласної державної адміністрації № 213 від 12.12.1995 р. Перебуває у віданні ДП «Волинський військовий лісгосп», Луцьке лісництво, кв. 42, вид. 14, кв. 43, вид. 2.
Статус надано з метою охорони та збереження високобонітетного природного лісового масиву (1 А) сосни звичайної Pinus sylvestris із домішкою дуба звичайного Quercus robur, віком близько 100 років. В урочищі трапляються горобцеподібні види птахів.

## Галерея

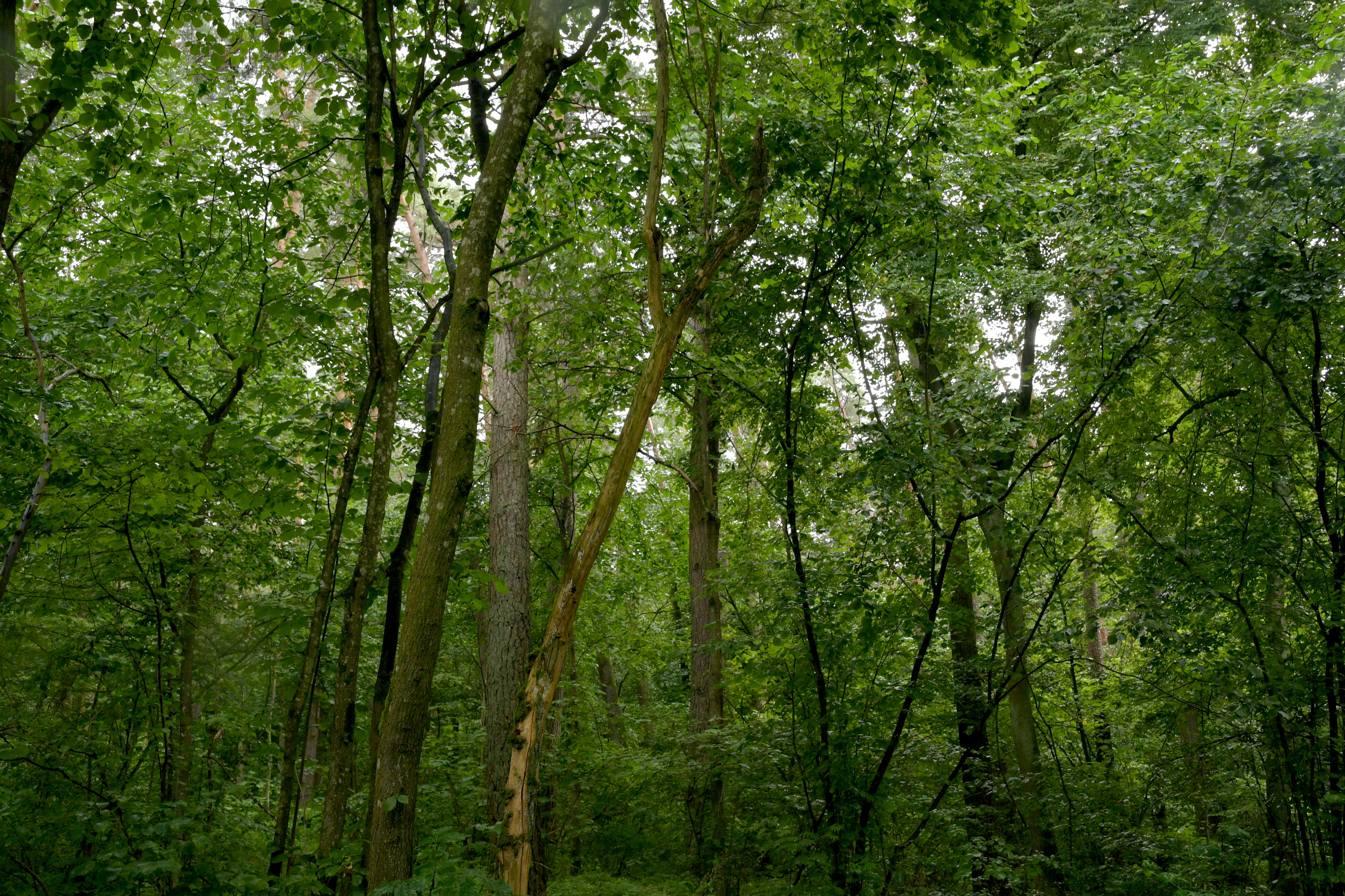
Загальний вигляд
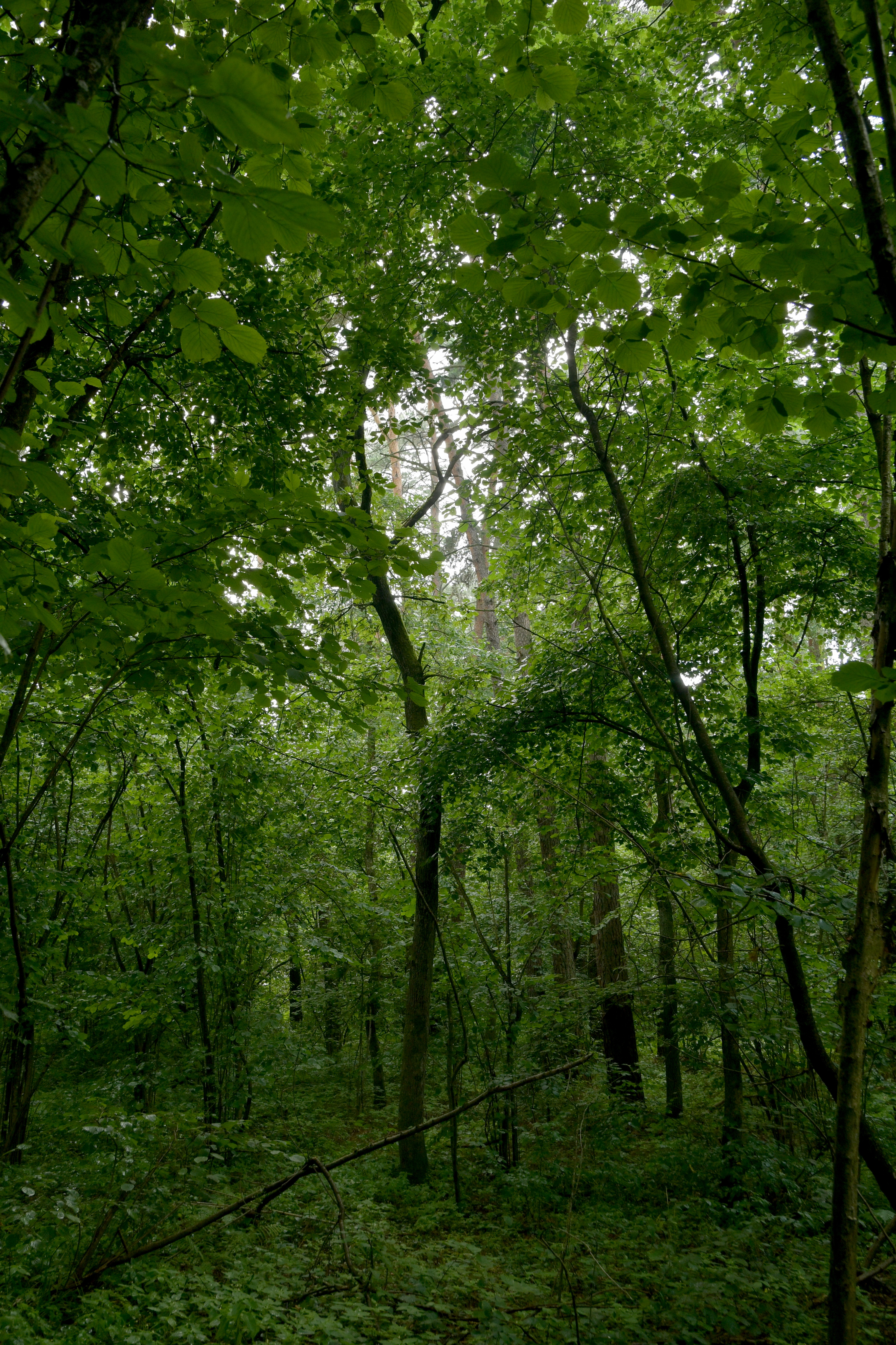
Загальний вигляд
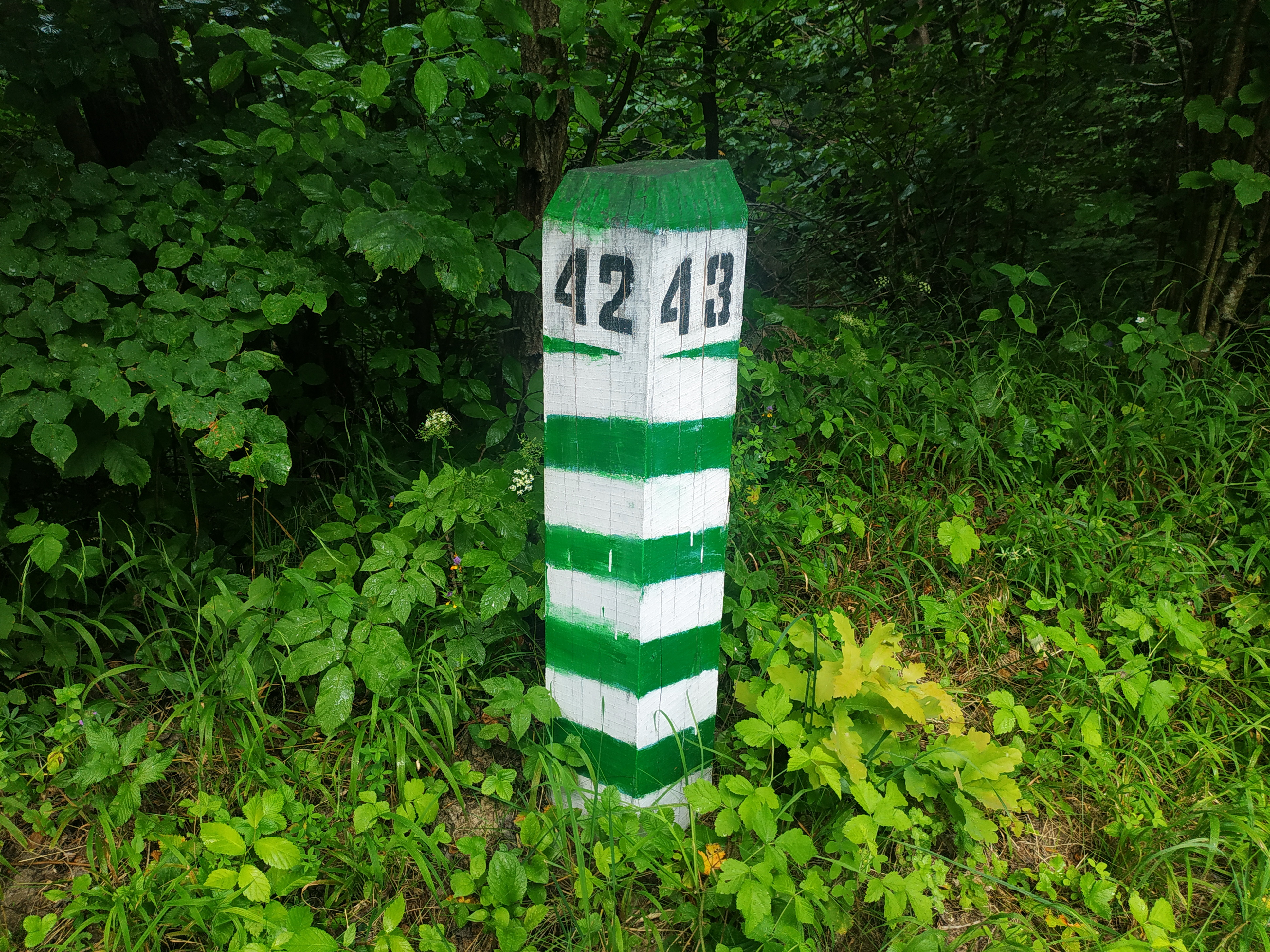
Квартальний знак №42-43